# Torroella de Fluvià
Torroella de Fluvià és un municipi de la comarca de l'Alt Empordà.

## Geografia
- Llista de topònims de Torroella de Fluvià (Orografia: muntanyes, serres, collades, indrets..; hidrografia: rius, fonts...; edificis: cases, masies, esglésies, etc).

Al terme de Torroella, concretament a la població de Vilacolum s'hi trobava l'estany de Vilacolum, dessecat des del segle XVII i que és el punt geogràfic més baix de Catalunya, situat 1 metre per sota el nivell del mar.

## Nucli antic
El poble de Torroella de Fluvià és el cap d'un municipi força extens que inclou també d'altres pobles. Està dividit en dos sectors o barris separats uns 300 metres: la Força a ponent i la Vila a llevant.
El barri de la Força és el més antic. Per restes conservades i per l'estructura dels carrers cal suposar que la Força era envoltada per un recinte emmurallat, potser del segle XII-XIII, de planta allargada i estreta. El carrer més important, anomenat també de la Força, centra el conjunt. Gairebé totes les façanes de les seves cases presenten porta i finestres de caràcter gòtico-renaixentista del segle xvi. Cal destacar-ne Can Sopa, Cal Sastre, Can Bardem, Can Migueló, Can Puig i Can Masset. Fora del barri de la Força, cal esmentar Ca l'Albanyà, que inclou una torre de planta quadrangular del recinte fortificat, i Mas Sastre. Fins a l'any 1929 s'hi conservava una petita capella, dedicada a sant Sebastià, que podria tenir origen romànic i que podria ser la primera parròquia del lloc.
L'element més important del barri de la Vila és l'església parroquial de Sant Cebrià, edifici romànic tardà dels segles XII-XIII. Prop de l'església hi ha la masia de Can Guineia.

## Història
El poble de Torroella de Fluvià, és documentat des del segle X i XI com a Torroella, Torricella i Torrezella i la seva església des del 1279. A finals del segle xiv consta ja amb la seva advocació actual a sant Cebrià.
L'aiguat de 1421 afectà greument el poble, moltes cases actuals, construïdes posteriorment, s'aixecaren sobre vestigis de les anteriors, soterrades per la capa de fang deixada pel desbordament del riu.

## Demografia
| Entitat de població  | Habitants (2023) |
| Vilacolum            | 464              |
| Torroella de Fluvià  | 225              |
| els Masos            | 38               |
| Sant Tomàs de Fluvià | 31               |
| la Bomba             | 10               |
| Palol de Fluvià      | 0                |
| Font: Idescat        |                  |

| 1497 f | 1515 f | 1553 f | 1717 | 1787 | 1857 | 1877 | 1887 | 1900 | 1910 |
| ------ | ------ | ------ | ---- | ---- | ---- | ---- | ---- | ---- | ---- |
| 44     | -      | 45     | 177  | 355  | 476  | 489  | 500  | 466  | 514  |

| 1920 | 1930 | 1940 | 1950 | 1960 | 1970 | 1981 | 1990 | 1992 | 1994 |
| ---- | ---- | ---- | ---- | ---- | ---- | ---- | ---- | ---- | ---- |
| 478  | 509  | 478  | 463  | 443  | 344  | 284  | 287  | 297  | 297  |

| 1996 | 1998 | 2000 | 2002 | 2004 | 2006 | 2008 | 2010 | 2012 | 2014 |
| ---- | ---- | ---- | ---- | ---- | ---- | ---- | ---- | ---- | ---- |
| 316  | 300  | 319  | 365  | 418  | 460  | 658  | 686  | 704  | 704  |

| 2016 | 2018 | 2020 | 2022 | 2024 | 2026 | 2028 | 2030 | 2032 | 2034 |
| ---- | ---- | ---- | ---- | ---- | ---- | ---- | ---- | ---- | ---- |
| 711  | 723  | 703  | 741  | 772  | -    | -    | -    | -    | -    |